# Elspeth R. M. Dusinberre
Elspeth Rogers MacIntosh Dusinberre (* 1968) ist eine amerikanische Archäologin. Sie ist Professorin an der University of Colorado Boulder. Ihr Spezialgebiet ist die Interaktion zwischen dem Achämenidenreich und Anatolien.

## Leben
Elspeth Dusinberre schoss 1991 ihr Studium der Klassischen Archäologie mit dem A.B. an der Harvard University in Cambridge, Massachusetts ab. 1997 promovierte sie mit der Arbeit Aspects of Empire in Achaemenid Sardis an der University of Michigan. Sie war ab 2000 Assistenzprofessorin an der University of Colorado Boulder. Seit 2014 ist sie dort ordentliche Professorin.

## Schriften (Auswahl)
- Aspects of Empire in Achaemenid Sardis. Cambridge University Press, Cambridge 2003, ISBN 0-521-81071-X (Dissertation von 1997).
- Gordion Seals and Sealings: Individual and Society. University Museum, Philadelphia 2005, ISBN 978-1-93-170782-4 (hdl.handle.net).
- Seal Impressions on the Persepolis Fortification Aramaic Tablets: Preliminary Observations. In: L’archive des fortifications de Persépolis – état des questions et perspectives de recherches (= Persika. Band 12). Paris 2009, S. 239–252.
- Empire, Authority, and Autonomy in Achaemenid Anatolia. Cambridge University Press, Cambridge 2013, ISBN 978-1-10-701826-6.
- mit Mark B. Garrison und Wouter F. M. Henkelman (Hrsg.): The Art of Empire in Achaemenid Persia. Festschrift in Honor of Margaret Cool Root. Leiden 2020.
- Impacts of Empire in Achaemenid Anatolia: An Overview. In: A. P. Dahlén (Hrsg.): Achaemenid Anatolia: Persian Presence and Impact in the Western Satrapies 546–330 BCE. Proceedings of an International Symposium at the Swedish Research Institute in Istanbul, 7–8 September 2017 (= BOREAS. Uppsala Studies in Ancient Mediterranean and Near Eastern Civilizations.). Band 37. Uppsala University, Uppsala 2020, S. 37–64
- Under Persian Rule: Asia Minor. In: Bruno Jacobs, Robert Rollinger (Hrsg.): A Companion to the Achaemenid Persian Empire. Wiley-Blackwell, Hoboken 2021, ISBN 978-1-119-17428-8, S. 595–611.